# Binarni sustav (astronomija)
Binarni sustav, sustav od dva nebeska tijela koji zbog međusobne blizine i pratećih gravitacijskih utjecaja orbitiraju oko zajedničkog centra mase. Primjeri takvih sustava uključuju asteroid 90 Antiope i klasični objekt Kuiperovog pojasa 79360 Sila–Nunam.